# Mobile Suit Gundam: Gundam vs. Gundam
Mobile Suit Gundam: Gundam vs. Gundam (機動戦士ガンダム ガンダムVS.ガンダム) est un jeu vidéo de combat développé par Capcom et édité par Namco Bandai Games en mars 2008 en arcade sur System 256. C'est une adaptation en jeu vidéo de la série basée sur l'anime Mobile Suit Gundam et plus particulièrement un crossover de toutes ses « sous-franchises ». Il a été porté sur PlayStation Portable. C'est le premier opus d'une série de deux jeux vidéo,,.

## Portage
- PlayStation Portable : 20 novembre 2008, édité par Namco Bandai Games

## Série
1. Mobile Suit Gundam: Gundam vs. Gundam
2. Mobile Suit Gundam: Gundam vs. Gundam Next : 2009, System 256, PlayStation Portable